# Локтаев, Александр Дмитриевич
Алекса́ндр Дми́триевич Локта́ев (укр. Олександр Локтаєв; род. 10 января (по другим данным, 10 октября) 1994, Балаково, Саратовская область)— российский и украинский спидвейный мотогонщик.  Чемпион Европы среди пар, двукратный чемпион России в командном зачёте.

## Карьера
Занимается мотоспортом с 8 лет; первый тренер – отец Д.С.Локтаев. Воспитанник балаковской школы спидвея. В юношеском периоде (до 16 лет) добивался опережающих результатов, выигрывая юношеские чемпионаты России, обходя даже более взрослых соперников. В 14 лет (2008) выиграл взрослый Личный чемпионат Украины, в 15 лет (2009) дебютировал во взрослых командных чемпионатах России и Украины и выиграл оба.
В 2010 г. не продлил контракт с балаковской «Турбиной» и приостановил выступления в КЧР. В том же году стал выступать на международных соревнованиях за сборную Украины (спонсор Александра Локтаева – президент СК «Шахтёр» (Червоноград) Андрей Порицкий).
С 2010 года (в 16 лет) стал выступать по долгосрочному контракту в высшей спидвейной лиге Польши – Экстралиге, где с командой «Фалубаз» завоевал серебряные медали. В 2011 и 2013 уходил в аренду в «Рыбник» и «Быдгощ» соответственно.
С 2010 г. – в датской лиге, с 2012 – в шведской и немецкой.
В 2013 г. вернулся в Командный чемпионат России – в тольяттинскую «Мега-Ладу». Участие Локтаева во внутрироссийских соревнованиях вызвало протесты других клубов, т.к. на международной арене Локтаев продолжал выступать за украинскую сборную, а в КЧР запрещено участие гонщиков-легионеров. Однако данные протесты не были удовлетворены ввиду наличия у Локтаева российского гражданства.
В конце 2012 г. не исключался вариант получения гонщиком и польского гражданства.  В составе "Мега-Лады" дважды выиграл чемпионский титул - в 2013 и 2014 гг.
Наивысшие достижения на международной арене – золото Парного чемпионата Европы 2012, бронза того же турнира 2013 г., бронза КЧЕЮ 2013 г.
В 2015 г. прекратил выступления в составе "Мега-Лады" в КЧР, а также вновь стал выступать по украинской лицензии в международных соревнованиях.
24 июля 2015 г. появилась информация, что пробы, взятые у Локтаева на допинг-контроле после матча "КС Торунь" - "Фалубаз", состоявшегося 28 июня, содержат следы марихуаны. Гонщик признал, что употреблял запрещенные вещества на домашней вечеринке. Польский мотоциклетный союз принял решение дисквалифицировать гонщика до принятия решения по его делу и аннулировать набранные им очки в матче. В сентябре ПМС принял окончательное решение: дисквалификация сроком на один год и штраф в 5 тысяч злотых. Кроме того, с гонщиком разорвал контракт клуб "Фалубаз".
В середине 2016 года вернулся на трек, однако выступлениям в российской лиге за клуб "Турбина" помешало отсутствие у Локтаева открепительного письма от предыдущего клуба – "Мега-Лады".

### Среднезаездный результат
| Лига          | 2009          | 2010             | 2011             | 2012             | 2013                 | 2014            | 2015          | 2016             | 2017          | 2018 |
| ------------- | ------------- | ---------------- | ---------------- | ---------------- | -------------------- | --------------- | ------------- | ---------------- | ------------- | ---- |
| Флаг России   | 1,435 Турбина | -                | -                | -                | 2,238 Мега-Лада      | 1,889 Мега-Лада | -             | -                | -             | -    |
| (E)           | -             | 0,829 Фалубаз    | -                | 1,606 Фалубаз    | 1,671 Полония Быдгощ | 1,598 Фалубаз   | 1,556 Фалубаз | 0,286 Фалубаз    | -             | -    |
| (I)           | -             | -                | 1,526 РКМ Рыбник | -                | -                    | -               | -             | -                | 1,667 Ожел    | Ожел |
| Флаг Украины  | 1,645 Шахтёр  | 1,696 Шахтёр     | -                | -                | -                    | -               | -             | -                | -             | -    |
| Флаг Дании    | -             | 2,000 Хольстебро | 1,890 Хольстебро | 1,929 Хольстебро | 1,949 Хольстебро     | -               | -             | 1,154 Хольстебро | -             | -    |
| (ES)          | -             | -                | -                | -                | 1,167 Хаммарбю       | 1,719 Дакарна   | -             | -                | 0,500 Лейонен | -    |
| (AS)          | -             | -                | -                | 2,049 Орнарна    | -                    | -               | -             | -                | -             | -    |
| Флаг Германии | -             | -                | -                | 1,667 Диденерген | 2,333 Вольфслейк     | -               | -             | -                | -             | -    |

| - Чемпионат России по спидвею среди юношей в личном зачёте — 1 место (2005 – класс 80 см3, 2006 – классы 80 см3 и 125 см3), 2 место (2007 – класс 80 см3) в командном зачёте — 1 место (2005, 2006) - Чемпионат России по спидвею среди юниоров: в личном зачёте до 19 лет — 3 место (2013) в личном зачёте до 21 года — 2 место (2009) в командном зачёте — 1 место (2009, 2013) в парном зачёте — 2 место (2009) - Чемпионат России по спидвею в командном зачёте — 1 место (2009, 2013, 2014) - Чемпионат Украины по спидвею среди юниоров: в личном зачёте — 3 место (2009) - Чемпионат Украины по спидвею в личном зачёте — 1 место (2008, 2012), 2 место (2010, 2011) в командном зачёте — 1 место (2009), 2 место (2010) в парном зачёте — 2 место (2009, 2010) | Достижения на международных соревнованиях Юношеские соревнования ЛЧЕЮнош — 17 место (2007 ) ЛЧМЮнош — 11 место в ¼ финала (2007 ) Юниорские соревнования ЛЧЕЮ — 3 место в ½ финала, неучастие в финале (2013 ) КЧЕЮ — 3 место в ½ финала (2010 ), 4 место в ½ финала (2011 ), 3 место (2012 ), 4 место (2013 ) ЛЧМЮ — 5 место в ¼ финала, неучастие в ½ финала из-за травмы (2010 ), 10 место (2011 , 2012 ), 6 место в ½ финала (2013 ), 10 место в ½ финала (2014 ), 22 место (2015 , участвовал в 1 финале из 3) КЧМЮ — 3 место (2011 ), 2 место в ¼ финала (2012 ), 3 место в ½ финала (2014 ) Взрослые соревнования ЛЧЕ — 4 место (2011 ), 15 место в Челлендже (2012 ), 10 место в ½ финала (2013 ), 5 место в ½ финала (2017 ), 18 место (2018 ), 15 место в ½ финала (2019 ) ПЧЕ — 1 место (2012 ), 3 место (2013 ), 1 место в ½ финала, результат аннулирован из-за положительных допинг-проб (2015 ), 3 место в ½ финала (2018 ), 4 место в ½ финала (2019 ) КЕЧ — 4 место (2010 – за «Шахтёр») ККМ — 13 место (2011 , 2012 ), 14 место (2013 ) Speedway of Nations — 7 место в ½ финала (2018 ) Гран-При Челлендж 2012 – 12 место в ½ финала Гран-При Челлендж 2014 – 3 место в ½ финала, неучастие в финале из-за визовых проблем Гран-При Челлендж 2016 – 4 место в ½ финала, неучастие в финале из-за дисквалификации Гран-При Челлендж 2020 – 8 место |  |